# Lamborghini Temerario
Lamborghini Temerario (кодовое обозначение 634) — спорткар, представленный 16 августа 2024 года итальянской фирмой Lamborghini в роли преемника Huracán. После представленного в 1981 году Lamborghini Jalpa, Temerario является вторым автомобилем со средним расположением двигателя V8. Также Temerario является первым автомобилем Lamborghini с турбонаддувом.

## Название
В соответствии с традицией Lamborghini называть модели автомобилей в честь знаменитых боевых быков, генеральный директор Lamborghini Стефан Винкельман заявил, что «Темерарио — это имя боевого быка, который сражался в 1875 году, и Темерарио означает свирепый, мужественный».

## ДВС и электродвигатели
Бензиновый двигатель V8 развивает мощность 588 кВт (800 л. с.) при 9000—9750 об/мин и крутящий момент 730 Н⋅м при 4000—7000 об/мин с красной зоной при 10000 об/мин. Электродвигатель, расположенный посередине, развивает мощность 110 кВт (150 л. с.) при 3500 об/мин и крутящий момент 300 Н⋅м. На передней оси расположено два электродвигателя. Суммарная мощность составляет 677 кВт (907 л. с.).

## Трансмиссия
В Temerario применяется адаптированная версия трансмиссии Revuelto. Коробка передач поперечная и установлена позади двигателя.